# Deiva Marina
Deiva Marina là một đô thị ở tỉnh La Spezia, vùng Liguria của Ý, có cự ly khoảng 65 km về phía nam của thành phố Genova, bên sông Levante.
Đô thị này có diện tích 14 km2, dân số tại thời điểm ngày 31/05/2007 là 1461 người.
Các đơn vị dân cư: Ca' Mirò, Colle, Mezzema, Miniera, Mulino, Piazza 
Các đô thị giáp ranh: Carro, Carrodano, Castiglione Chiavarese (GE), Framura, Moneglia (GE) 

## Biến động dân số
| Ameglia · Arcola · Beverino · Bolano · Bonassola · Borghetto di Vara · Brugnato · Calice al Cornoviglio · Carro · Carrodano · Castelnuovo Magra · Deiva Marina · Follo · Framura · La Spezia · Lerici · Levanto · Maissana · Monterosso al Mare · Ortonovo · Pignone · Portovenere · Riccò del Golfo di Spezia · Riomaggiore · Rocchetta di Vara · Santo Stefano di Magra · Sarzana · Sesta Godano · Varese Ligure · Vernazza · Vezzano Ligure · Zignago |